# Gambias riksvapen
På Gambias riksvapen finns en palm, en yxa och en hackan som framhäver jordbrukets betydelse för Gambias ekonomi. De två lejonen som håller skölden är symboler för ädelmod och stolthet. På bandet står på engelska: "Framsteg, fred, välstånd".